# Enzo Di Franco
Enzo Di Franco (Alcamo, 1938) è un pittore italiano. Ha realizzato il "Palio della Balestra" di Sansepolcro nel 2017.
Attraverso i suoi modi tipici dell'Impressionismo, racconta la natura, la storia e gli eventi della Sicilia, facendola conoscere anche a livello internazionale.

## Biografia
Nato nel 1938 ad Alcamo, nella provincia di Trapani, comincia a dipingere dall'età di dieci anni, in un ambiente dove la sua pittura nasce dalla propria spontaneità, che lo porta a crearsi un suo stile e una sua tecnica di espressione.
Infatti, come afferma lo stesso Di Franco: l’arte non nasce in un secondo momento, ma si trova già dentro di noi.

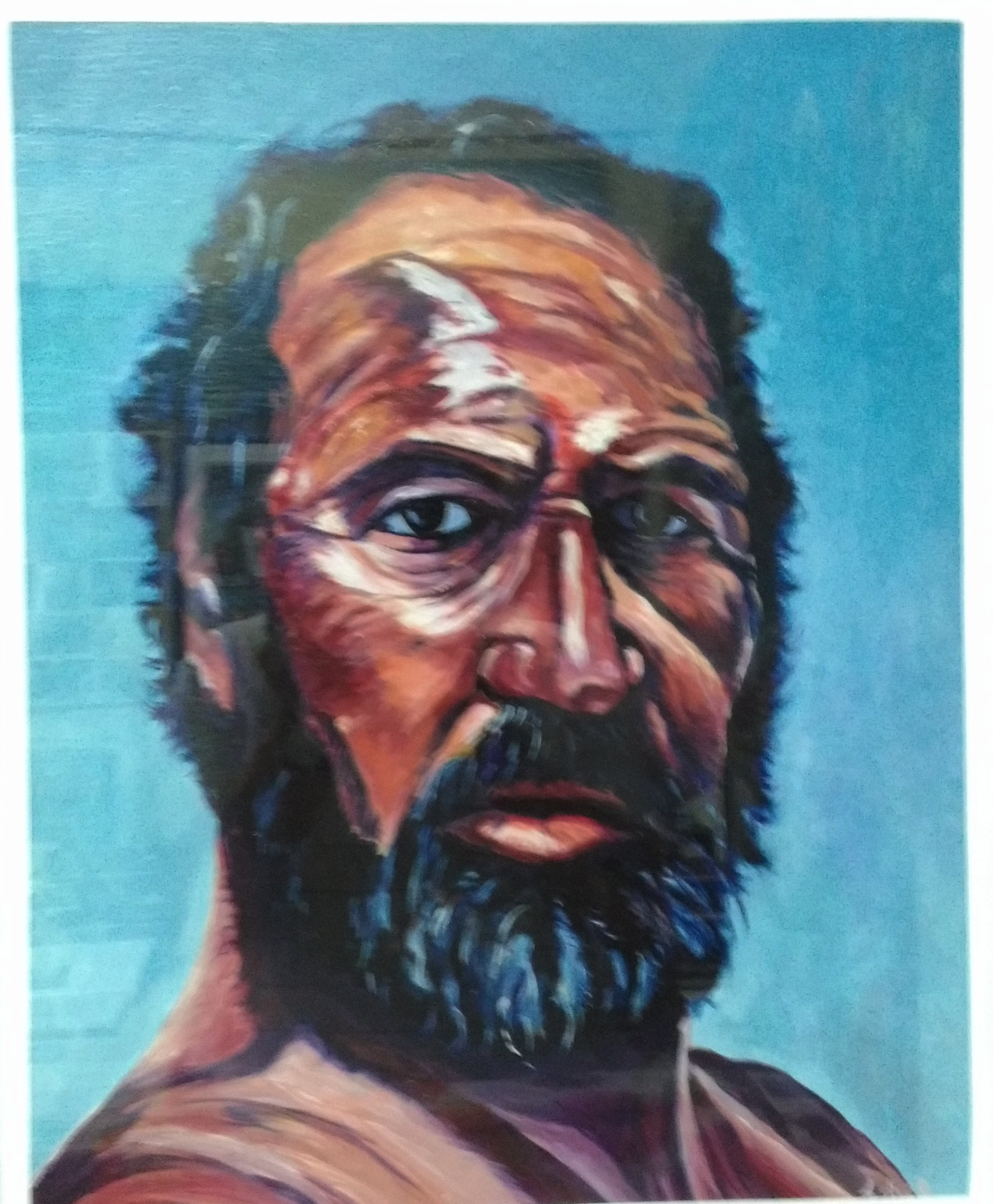
L'ultimo raìs

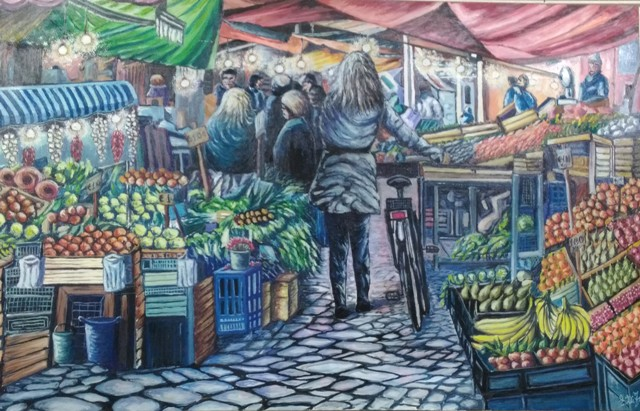
La Vucciria

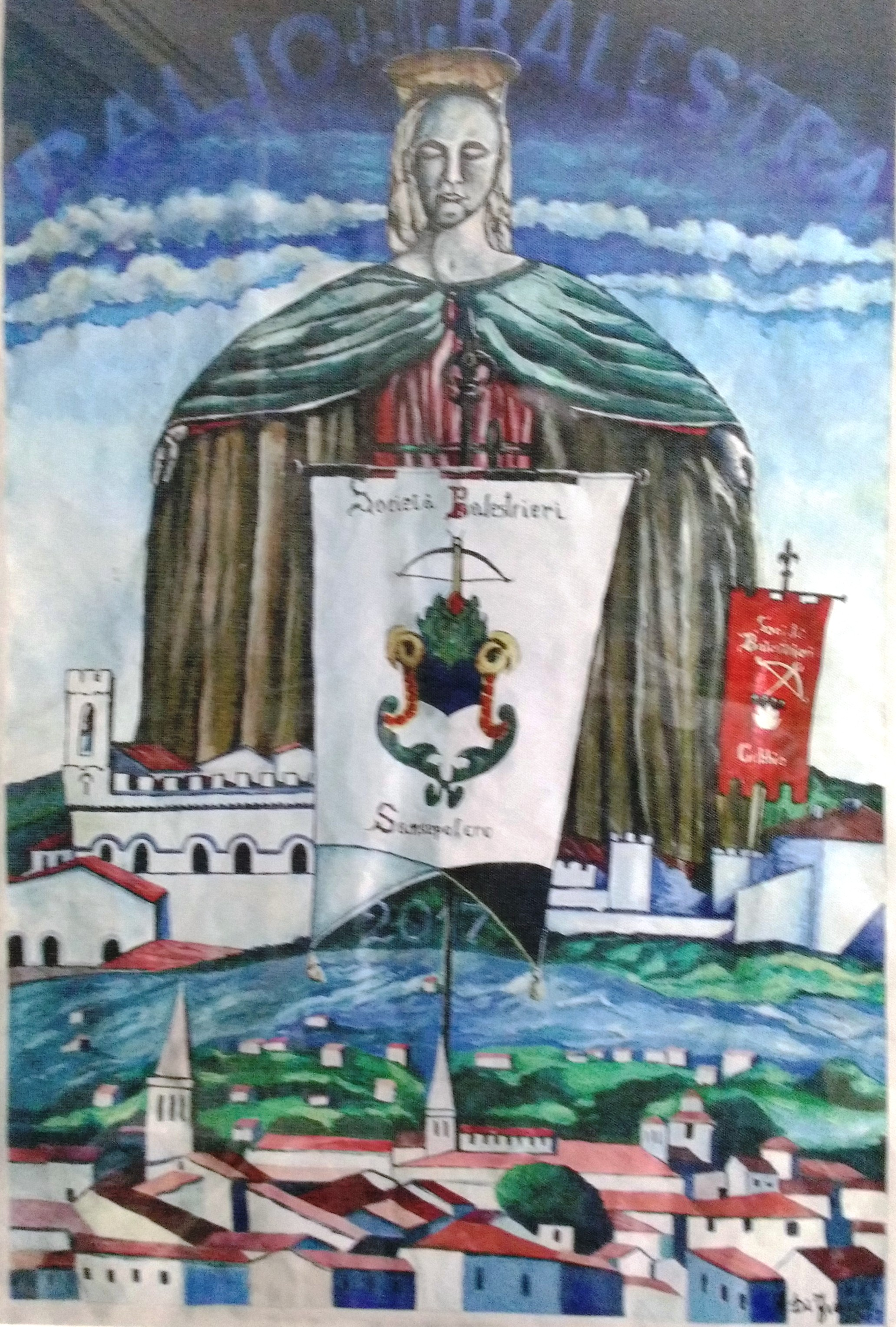
Il Palio di San Sepolcro

Dopo aver conseguito il diploma nel liceo classico della propria città, ed essersi laureato in geologia presso l'università di Palermo, ha iniziato la sua carriera professionale di geologo e di docente di matematica e scienze, tenendosi sempre uno spazio da dedicare alla pittura.
Finito il servizio militare, si trasferisce a Milano: qui frequenta gli studi artistici di alcuni pittori già affermati, e prende parte a delle mostre collettive, concorsi ed eventi artistici, incontrando il favore e gli apprezzamenti della critica.
Nel 1973 tiene la sua prima personale a Milano, a cui seguono altre manifestazioni in Italia e all'estero.
La nostalgia della sua terra porta il pittore verso la rievocazione dei luoghi della memoria, titolo che ben si adatta alle opere realizzate nei primi anni Ottanta: le vie, i campanili, i tetti della sua città, ma pure i panorami di Erice e Segesta.
Gradatamente il pittore mostra altre suggestive visioni della sua Sicilia e delle sue tradizioni: gli orizzonti marini, le barche nel porto, il lavoro dei pescatori, le sagre paesane o i mercati.
La luce è l'elemento predominante nei suoi dipinti: come afferma lo stesso Di Franco, gli oggetti illuminati dalla luce solare assumono un aspetto più brillante e luminoso.
Ecco, allora, l'utilizzo di colori più forti per rappresentare i paesaggi collinari, i vigneti, gli ulivi, i fichi d'India, gli antichi bagli, rievocando gli usi e i tempi del mondo agricolo del passato. Un mondo rurale che si contrappone a quello marinaro: da un lato i vendemmiatori, dall'altro i pescatori.

## Opere
In una sua intervista al Giornale di Sicilia, fatta nel 1991 da Romano Miccichè, dichiara:Gli Impressionisti hanno sempre esercitato su di me un fascino particolare; spesso anche io dipingo en plen air ma è giusto tenere in considerazione anche gli artisti meno conosciuti che pure mi hanno stimolato e dato delle emozioni. Mi piace molto Guttuso. Qualcuno mi ha fatto notare che la mia pittura si può rifare a quella di Guttuso; in tutta sincerità credo forse la tematica di alcuni miei quadri, essendo anche io siciliano, ma quando dipingo penso veramente di essere me stesso.
Nel suo repertorio artistico il tema ricorrente è la Sicilia, con la sua gente e le sue tradizioni; Di Franco è affascinato dalle fiere e dai mercati popolari: la curiosità della gente, le stoffe multicolori, la frutta, i fiori e la gestualità dei venditori.
Queste realtà, purtroppo, nel mondo globalizzato di oggi, stanno per scomparire poiché l'uomo si isola e pensa più ai soldi che ai contatti umani.
Di Franco si confronta pure con altre realtà locali, così da scoprire analogie e differenze con la tradizione siciliana; e così raffigura il mercato della Bassa padana, di Basilea o di Budapest, il mercato della Vucciria o quello senza un nome, collocato nel centro storico o in periferia.
Negli anni novanta, grazie ad una ricerca pittorica ed espressiva più profonda, Di Franco realizza numerose tele, sulle quali basa quattro mostre a tema intitolate: Del mare, dei Tonni e degli Uomini, Il Mercato: luci, colori, emozioni, Viaggio in Valtiberina, I colori della tradizione.
Nell'opera Del mare, dei tonni e degli uomini, Di Franco raffigura la tonnara a Favignana, cioè la pesca o caccia del tonno, da parte dell'uomo: vi si rappresenta la perenne lotta fra preda e predatore, la camera della morte, con il mare increspato e arrossato dal sangue dei pesci, la fatica degli uomini per tirarli su nella barca, i volti dei tonnaroti piegati dalla salsedine, personaggi reali che il pittore ha conosciuto, come l'ultimo raìs, Gioacchino Cataldo.
Nella tonnara gli uomini faticano e rischiano la propria vita, poiché i grossi tonni, con la loro coda, possono ferire oppure addirittura uccidere un uomo; è, quindi, un lavoro duro e rischioso.
Una volta questa era la principale attività economica di Favignana ed era gestita dalla famiglia Florio.
Di Franco è stato invitato, direttamente dalla Società Balestrieri di Sansepolcro, a dipingere il "Palio della Balestra" per Sansepolcro nel 2017 e per Gubbio nel 2021.

## Mostre
- 2023: Alcamo (TP), Centro Congressi Marconi. “I luoghi della memoria” nelle tele di Di Franco, Antologica 1973-2023.
- 2018: Trapani, IISS "Da Vinci" - Incontro con l'artista. Favignana (TP), Ex stabilimento Florio - Mostra antologica 1990-2018.
- 2017: Castellammare del Golfo (TP), Mostra antologica. Sansepolcro (AR), Palio della Balestra - Dipinge il Palio. Sansepolcro (AR), Mostra antologica. Sansepolcro (AR), 21ª Edizione della collettiva della Compagnia Artisti. Anghiari (AR), XXXXII Mostra Mercato degli artigiani della Valtiberina Toscana.
- 2016: Scopello (TP), Plaia. Conversazioni d'autore. Spoleto (PG), Ex Monte di Pietà. Mostra Antologica. Spoleto (PG), Vini nel mondo.
- 2015: Alcamo (TP), Collettiva "CibArti". Spoleto (PG), Gattart. Favignana (TP), Palazzo Florio.
- 2014: Favignana (TP), Palazzo Florio.
- 2013: Favignana (TP), Palazzo Florio. Spoleto (PG), Vincenzo Art Cafè. Spoleto (PG), Spoleto a colori. Alcamo (TP), Caffè Letterario.
- 2012: Alcamo (TP), Caffè Letterario. Favignana (TP), Palazzo Florio.
- 2011: Alcamo (TP), Sala Mostre Marconi. Omaggio alle celebrazioni per i 150° dell'Unità d'Italia. Anghiari (AR), XXXVI Mostra mercato dell'artigianato della Valtiberina Toscana.
- 2009: Firenze, Palagio di Parte Guelfa: Gattart. Città di Castello (PG), Palazzo del Podestà.
- 2008: Firenze, Museo Bellini: Gattart.
- 2007: Firenze, Palagio di Parte Guelfa: Gattart.
- 2006: Firenze, Palagio di Parte Guelfa: Gattart. Mordano (BO), Ville Cà Borghetto. Cortona (AR), Palazzo Casali. Perugia, Rocca Paolina. Terrasini (PA), Palm Beach Hotel. Anghiari (AR), Villa Miravalle.
- 2005: Alcamo (TP), Sala Mostre Nicola Rubino. Città di Castello (PG), Badia Il Vingone. Calatafimi Segesta (TP), Cantina Kàggera. Alcamo (TP), Collettiva Rinascita.
- 2004: Todi (PG), Sala delle Pietre. Città di Castello (PG), Palazzo Municipale.
- 2003: Bergamo, StarHotel Cristallo Palace. Arezzo, Circolo Artistico. Cisterna di Latina (LT), Donazione di sei opere alla Pinacoteca Comunale d'Arte Contemporanea. Montone (PG), Festa del Bosco.
- 2002: Alcamo (TP), Castello dei conti di Modica. Trapani, Palazzo Riccio di Morana. Trapani, Palazzo Cavaretta.
- 2001: Alcamo (TP), Sala Mostre Marconi. Ischia (NA), Hotel President. San Giustino (PG), Sala Mostre Comunali. Ferrara, Nuova Officina Ferrarese. Sansepolcro (AR), Collettiva Circolo Metamultimediale. Alcamo (TP), Targa omaggio alla cultura del Lions Club di Alcamo. San Giustino (PG), Sala Comunale Esposizioni.
- 2000: Città di Castello (PG), Palazzo del Podestà. Latina, Libreria "Le Nuvole". Asolo (TV), Galleria D'Arte Vardenega. Ischia (NA), Salone Antiche Terme Comunali. Anghiari (AR), Palazzo Pretorio. Palestrina (Roma), Libreria F.Tracquilio. San Zeno di Cassola (VI), 5º Meeting Internazionale Artigiani ed Artisti.
- 1999: Ischia (NA), Salone Antiche Terme Comunali. Ischia (NA), Hotel Majestic. Gubbio (PG), Voltoni di via Baldassini. Sansepolcro (AR), Palazzo Pretorio. Terrasini (Pa), Città del Mare. San Zeno di Cassola (VI), 4º Meeting Internazionale Artigiani ed Artisti.
- 1998: Città di Castello (PG), Palazzo del Podestà. Sansepolcro (AR), Palazzo Pretorio. Città del Mare (PA). Ischia (NA), Hotel Majestic. San Zeno di Cassola (VI), 3º Meeting Internazionale Artigiani ed Artisti.
- 1997: Budapest (Ungheria), Galleria Tuzmadàr Uzlethàz. Ischia (NA), Hotel Majestic. Castenaso (BO).
- 1996: Città del Mare (PA). Alcamo (TP), S.Giacomo De Spada. Ischia (NA), Hotel Terme "President". Budrio (BO), Galleria S.Agata.Ferrara, Centro Artistico Ferrarese. Budapest, Galleria Tuzmadàr Uzlethàz.
- 1995: Ischia (NA), Hotel Terme "President".
- 1994: Napoli, Associazione Art-Cult "La Chitarra".
- 1993: Palermo, "Lupò Art".
- 1992: Budrio (BO), Auditorium Sala Mostre. Ferrara, Centro Artistico Ferrarese.
- 1991: Alcamo (TP), Centro Studi "Pio La Torre". Basilea (Svizzera), "Wildschen Haus".
- 1986: Erice (TP), Palazzo Municipale.
- 1984: Alcamo (TP), Associazione Artistica Artecento.
- 1980: Alcamo (TP), Associazione Turistica Pro Loco.
- 1979: Trapani, Circolo di Cultura.
- 1974: Alcamo (TP), Associazione Turistica Pro Loco. Termini Imerese (PA), Club Art.
- 1973: Milano, Mandaruma SET Internazionale. Alcamo (TP), Sale Circolo di Cultura. Milano, Associazione Culturale ed Artistica "Maison d'Art". Milano, Accademia Modigliani.

### Collezioni pubbliche
- Pinacoteca d'arte contemporanea di Cisterna di Latina.
- Comune di Alcamo
- Banca di Credito Cooperativo Don Rizzo di Alcamo
- S. Giustino (PG)
- Favignana (TP)
- Comune di Budrio (BO)
- Banca di Credito Cooperativo di Anghiari e Stia (AR).

## Premi e riconoscimenti
- 7 agosto 2021: Targa del Kiwanis di Alcamo. Motivazione: Per essere stato solidale con il Kiwanis mettendo a disposizione la sua Arte.
- 22 settembre 2019: Targa Saverio Orlando, assegnata dall'Associazione Culturale Termini d'Arte per il Premio Nazionale Himera. Motivazione: perché ci mostra il tradizionale volto della Sicilia refrattaria alla Storia ed "irredimibile", ma nello stesso tempo mette in risalto l'instancabile operosità del Siciliano che lascia presagire un futuro migliore. Al pessimismo della ragione egli antepone l'ottimismo della volontà.
- 13 ottobre 2019: Premio Ciullo d'Alcamo, assegnatogli dall'Associazione Amici della Musica di Alcamo con la seguente motivazione: Pittore sensibile all'umanità che vuole donare la memoria della sua Arte per dare un futuro o un'identità, perché (come afferma Di Franco)... senza memoria non c'è futuro né presente.
- 26 ottobre 2015: Encomio speciale da parte dell'Associazione Culturale Termini d'Arte. Per i meriti profusi a favore dei valori umani e culturali testimoniati e per l'impegno nei confronti di questa Associazione.
- 2001: Targa omaggio alla cultura assegnatagli dal Lions Club di Alcamo.